# Arthur D. Little
Arthur D. Little (ADL) ist eine Unternehmensberatung. Sie wurde im Jahr 1886 von dem MIT-Ehrendoktor Arthur Dehon Little in Cambridge (Massachusetts) gegründet und gilt als erste Beratungsgesellschaft der Welt. Im Jahre 1909 wurde sie offiziell als Arthur D. Little, Inc. (ADL) eingetragen.

## Firmenprofil

### Internationale Gliederung
Arthur D. Little ist heute mit rund 1500 Mitarbeitern weltweit in über 42 Büros tätig. Der Hauptsitz der Gesellschaft befindet sich in Brüssel. Das Unternehmen ist in verschiedene regionale Gesellschaften gegliedert. Die regionalen Gesellschaften in Deutschland und der Schweiz bilden die Einheit Arthur D. Little Central Europe (CE); mit Büros in Frankfurt, München und Zürich. Managing Partner der Arthur D. Little GmbH in Deutschland ist Michael Zintel. Österreich ist eine selbständige Organisation. Managing Partner der Arthur D. Little GmbH Österreich sind Karim Taga und Bela Virag. Arthur D. Little ist Mitglied der österreichischen Plattform Industrie 4.0.

### Organisation
Die Berater von Arthur D. Little sind in einer Matrix-Organisation strukturiert:
- Industry Practices: Aerospace & defense, Automotive, Chemicals, Consumer goods & retail, Financial services, Healthcare & life sciences, Industrial goods & services, Oil & gas, Private equity, Public services, Telecommunications, Internet, Media & Electronics (TIME), Travel & transportation, Utilities & alternative energy
- Functional Practices: Corporate finance, Global carbon advisory service, Information management, Marketing & sales, Operations management, Organization & transformation, Risk, Strategy, Sustainability, Technology & innovation management

### Kunden
Wenngleich die Beratungsgesellschaft aus Vertraulichkeitsgründen keinerlei Informationen über die Kunden veröffentlicht, wird angedeutet, regelmäßig für die weltweit größten Konzerne tätig zu sein. In Deutschland gehört ein Großteil der DAX-Konzerne zu den Kunden. Schwerpunktthemen sind Strategie, Innovation und Transformation.

## Geschichte

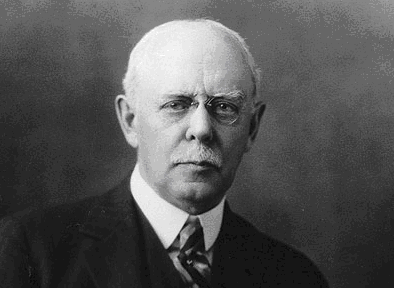
Arthur D. Little

Arthur D. Little wurde 1886 von Arthur Dehon Little in Boston (USA) gegründet. 1886 hatte Little mit seinem Kollegen Roger Griffin das Labor Griffin & Little Chemical Engineers gegründet, das sich zunächst mit chemischen Prozessen in der Papierindustrie befasste. Griffin starb 1893 bei einer Explosion in seinem Labor; Little machte allein weiter, später in Zusammenarbeit mit Professoren des Massachusetts Institute of Technology (MIT), das er vor Abschluss seines Studiums hatte verlassen müssen, weil er die Studiengebühren nicht mehr aufbringen konnte.
ADL betrachtet Griffin & Little als seine Vorläuferfirma und sieht sich als älteste Unternehmensberatung der Welt.
Anfang der 1980er Jahre war Arthur D. Little zur größten Beratung der Welt aufgestiegen, verlor diesen Platz jedoch in den nachfolgenden Jahren, nachdem man strategisch zu sehr auf technisches Engineering anstatt auf die Strategieberatung gesetzt hatte.
Unter den großen Strategieberatungsgesellschaften sticht Arthur D. Little besonders durch den starken unternehmerischen Charakter hervor. Im Zuge des Internetbooms vermarktete Arthur D. Little eigene Patente und war als damals börsennotiertes Unternehmen stark von der geplatzten Internetblase 2001 betroffen. Nach daraus resultierenden finanziellen Problemen musste Arthur D. Little 2002 in den USA Insolvenz anmelden und ein Verfahren nach Chapter 11 eröffnen. Daraufhin unterstützte das französische Altran-Netzwerk (ein Netzwerk von kleineren Unternehmensberatungen mit ca. 17.000 Mitarbeitern) den Buyout des größten Teils des Beratungsgeschäfts.
Seit 1. Januar 2012 wird Arthur D. Little als weltweite Partnerschaft in eigener unternehmerischer Verantwortung geführt. CEO des Unternehmens ist Ignacio Garcia-Alvez.